# Фрідріх Фанерт
Фрідріх Фанерт (нім. Friedrich Fahnert; 18 січня 1879, Лімбах-Оберфрона — 10 червня 1964, Баден-Баден) — керівний співробітник люфтваффе, генерал військ зв'язку ВПС. Кавалер Німецького хреста в сріблі.

## Біографія
20 березня 1900 року поступив на службу в 2-й залізничний полк. Закінчив військове училище в Меці (1901), військово-технічну академію в Берліні (1909) і військове льотне училище в Гальберштадті (1913). У 1904-07 роках служив в німецьких частинах в Західній Африці. З 1 жовтня 1913 року — командир роти 7-го телеграфного батальйону. Учасник Першої світової війни, з 1 серпня 1914 року — командир 1-го авіаційного запасного з'єднання, з 14 вересня 1914 року — 32-го, з 29 серпня 1915 року — 21-го польового авіаційного з'єднання. З 1 грудня 1916 року — начальник авіаційного радіооператорського відділу інспекції авіації. З 1 листопада 1917 року — командир батальйону 11-го, з 19 серпня 1918 року — 5-го армійського авіаційного парку. 
Після демобілізації залишений у рейхсвері, служив у прикордонних частинах зв'язку в Саксонії, потім в штабі 4-ї дивізії в Дрездені. З 1 жовтня 1923 року — радник інспекції військ зв'язку. З 1 квітня 1927 року — командир 4-го батальйону зв'язку (Дрезден), з 1 лютого 1930 року — офіцер зв'язку Імперського управління пошти при штабі командування 1-ї групи сухопутних військ. 30 вересня 1932 року вийшов у відставку. 1 жовтня 1933 року повернувся на службу і 1 серпня 1936 року переведений в люфтваффе інструктором з питань зв'язку в Академії люфтваффе в Берліні. З 1 березня 1938 року — інспектор частин зв'язку люфтваффе. 
З 1 жовтня 1938 року — вищий керівник шкіл зв'язку ВПС, з 1 травня 1939 по 26 вересня 1940 року — навчального полку зв'язку. Під час Французької кампанії (з 27 березня 1940) очолив службу зв'язку 1-го повітряного флоту. Учасник німецько-радянської війни. З 1 жовтня 1942 року — командир авіаційної навчальної дивізії зв'язку (Франція), з 20 вересня 1944 року — навчальної і запасної дивізії зв'язку (Берлін). 1 лютого 1945 року призначений вищим командиром авіаційного інструкторського штабу зв'язку в Галле. 2.травня 1945 року взятий в полон британськими військами. 5 грудня 1947 року звільнений.

## Звання
- Фанен-юнкер (20 березня 1900)
- Фенріх (22 листопада 1900)
- Лейтенант (25 серпня 1901) — патент від 25 серпня 1900 року.
- Обер-лейтенант (28 січня 1909)
- Гауптман (1 жовтня 1913)
- Майор (1 лютого 1923)
- Оберст-лейтенант (1 листопада 1928)
- Оберст (1 квітня 1931)
- Генерал-майор запасу (30 вересня 1932)
- Генерал-майор (1 квітня 1938)
- Генерал-лейтенант (1 квітня 1940)
- Генерал військ зв'язку ВПС (1 квітня 1945)

## Нагороди
- Медаль «За кампанію в Південно-Західній Африці» в бронзі
- Орден Корони (Пруссія) 4-го класу
- Нагрудний знак військового пілота (Пруссія)
- Залізний хрест 2-го і 1-го класу
- Орден Альберта (Саксонія), лицарський хрест 1-го класу з мечами і короною
- Хрест «За військові заслуги» (Австро-Угорщина) 3-го класу з військовою відзнакою
- Пам'ятний знак пілота (Пруссія)
- Медаль «За вислугу років» (Саксонія) 1-го класу (15 років) (1925)
- Почесний хрест ветерана війни з мечами
- Медаль «За вислугу років у Вермахті» 4-го, 3-го, 2-го і 1-го класу (25 років)
- Застібка до Залізного хреста 2-го і 1-го класу
- Хрест Воєнних заслуг 2-го і 1-го класу з мечами
- Німецький хрест в сріблі (7 грудня 1942)